# SOS
SOS är den allmänna bokstavsbeskrivningen för den internationella nödsignalen i morsekod (                        ). SOS skall, till skillnad från bokstavsgrupper i andra sammanhang, sändas utan bokstavsmellanrum. Det formellt korrekta sättet att skriva signalen är med en horisontell linje över bokstäverna: SOS, vilket anger att signalen skall ses om en odelad helhet och inte tre enskilda tecken.
SOS används primärt inom radiotelegrafi, men kan användas och uppfattas som nödsignal oberoende av signalmedium. Signalen är lätt att sända, också, med till exempel vissla eller lampa.
Vid internationella radiokonferensen i Berlin 1906 föreslog tyskarna SOE som nödsignal. Signalen var redan antagen i Tyskland som allmänt anrop. Då bokstaven E ansågs för kort (en enda punkt i morsekod) antogs som internationell standard en mera rytmisk signal, med tre korta, tre långa och tre korta tecken sända i en följd. Signalen togs i bruk den 1 juli 1908.
Trots den populära teorin att SOS står för Save Our Souls ("Rädda våra själar"), står inte SOS för någonting, utan skapades alltså för att vara så enkel som möjligt att signalera vid en eventuell olycka (uttrycket är en så kallad backronym och minnesregel). SOS ersatte, år 1908, den tidigare nödsignalen CQD (                                  ). Myten om att Titanic skulle ha varit det första skepp att använda signalen kommer troligen från att britterna var ytterst konservativa med nödsignalerna och telegrafist Jack Phillips sände CQD och SOS alternerat under Titanics undergång. Även om det inte var första gången SOS användes, kan det mycket väl ha varit sista gången CQD användes. Internationellt bestämdes nämligen att SOS skulle vara den enda nödsignalen via morsekod.
I den amerikanska morsekod som användes av många kustfartyg i USA under första hälften av 1900-talet representerar tre streck siffran "5", så i vissa fall kallades nödsignalen informellt för "S 5 S". )
De första fartygen som rapporteras ha sänt ut en SOS-nödsignal var oceanångaren Cunard RMS Slavonia den 10 juni 1909 under segling i Azorerna och ångaren SS Arapahoe den 11 augusti 1909 utanför North Carolinas kust. Arapahoe-signalen togs emot av United Wireless Telegraph Companys station i Hatteras, North Carolina, och sändes till Steamship Companys kontor. Det fanns dock ett visst motstånd bland Marconi-operatörerna mot att anta den nya signalen, och även efter RMS Titanics förlisning i april 1912 blandade Marconi-operatörerna CQD- och SOS-nödsignaler. Av konsekvens- och sjösäkerhetsskäl tycks användningen av CQD därefter ha upphört. 

## Olika sätt att sända SOS-signalen i morsealfabetet
Morsekodsekvensen för SOS-signalen kan överföras på följande sätt:
- Använda en ficklampa
- Spela upp en signal på radio eller telefon
- Knacka på något där en knackning är kort signal och dubbelknackning är lång signal (används av ubåtsmän i nödfall)[11]

## Med en visselpipa. Röstkod "mayday"
I och med utvecklingen av ljudradiosändare uppstod behovet av en talad nödfras, och "Mayday" (från franskans m'aider "hjälp mig") antogs av 1927 års internationella radiokonvention som den talade motsvarigheten till SOS. För "TTT" är motsvarande talsignal " Sécurité " (från franska sécurité "säkerhet") för navigationssäkerhet, medan " Pan-pan " (från franska panne "haveri"; morsekod "XXX") signalerar en brådskande men inte omedelbart farlig situation.